# Železniční trať Kanpur–Dillí

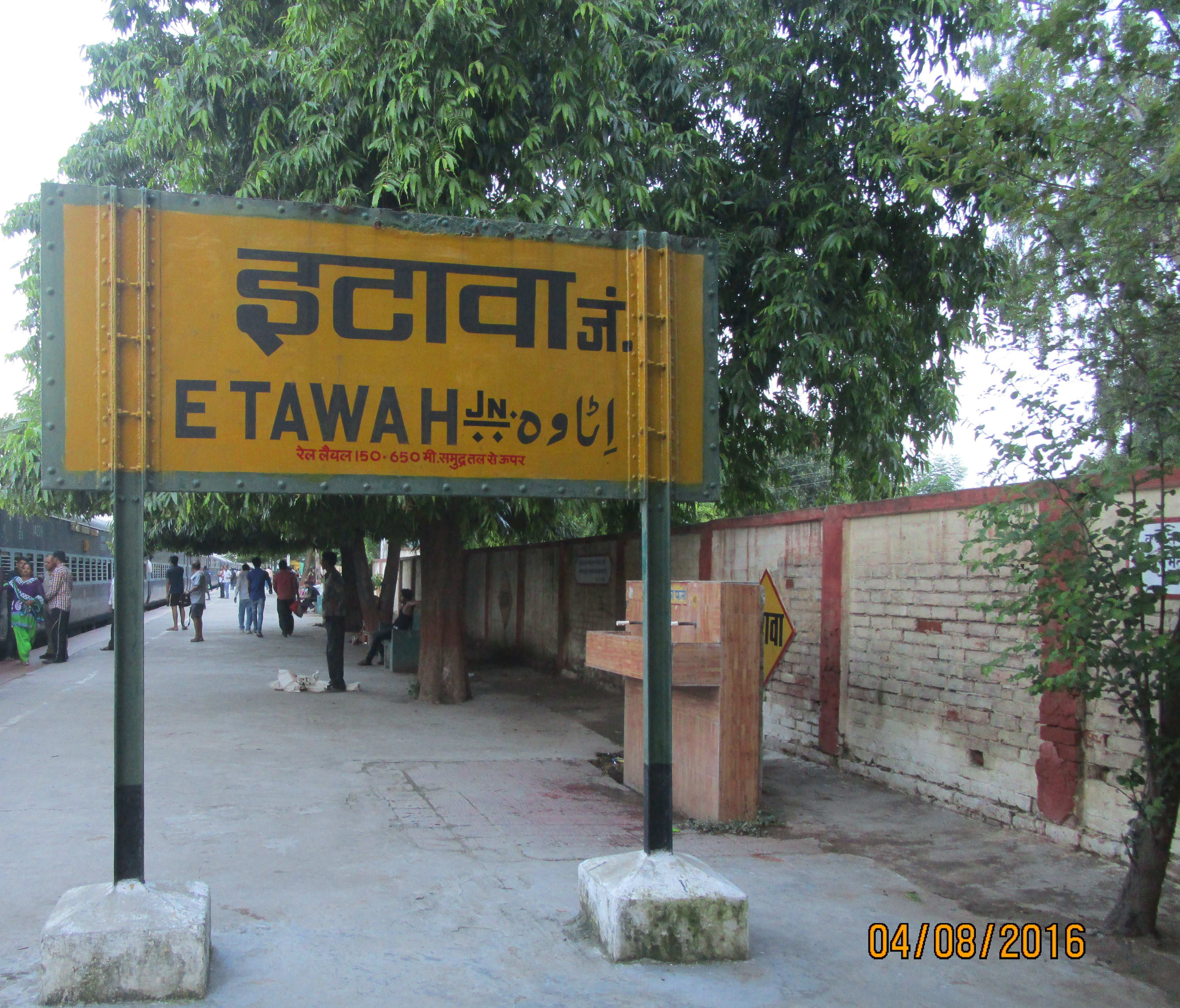
Stanice Etawah Junction.

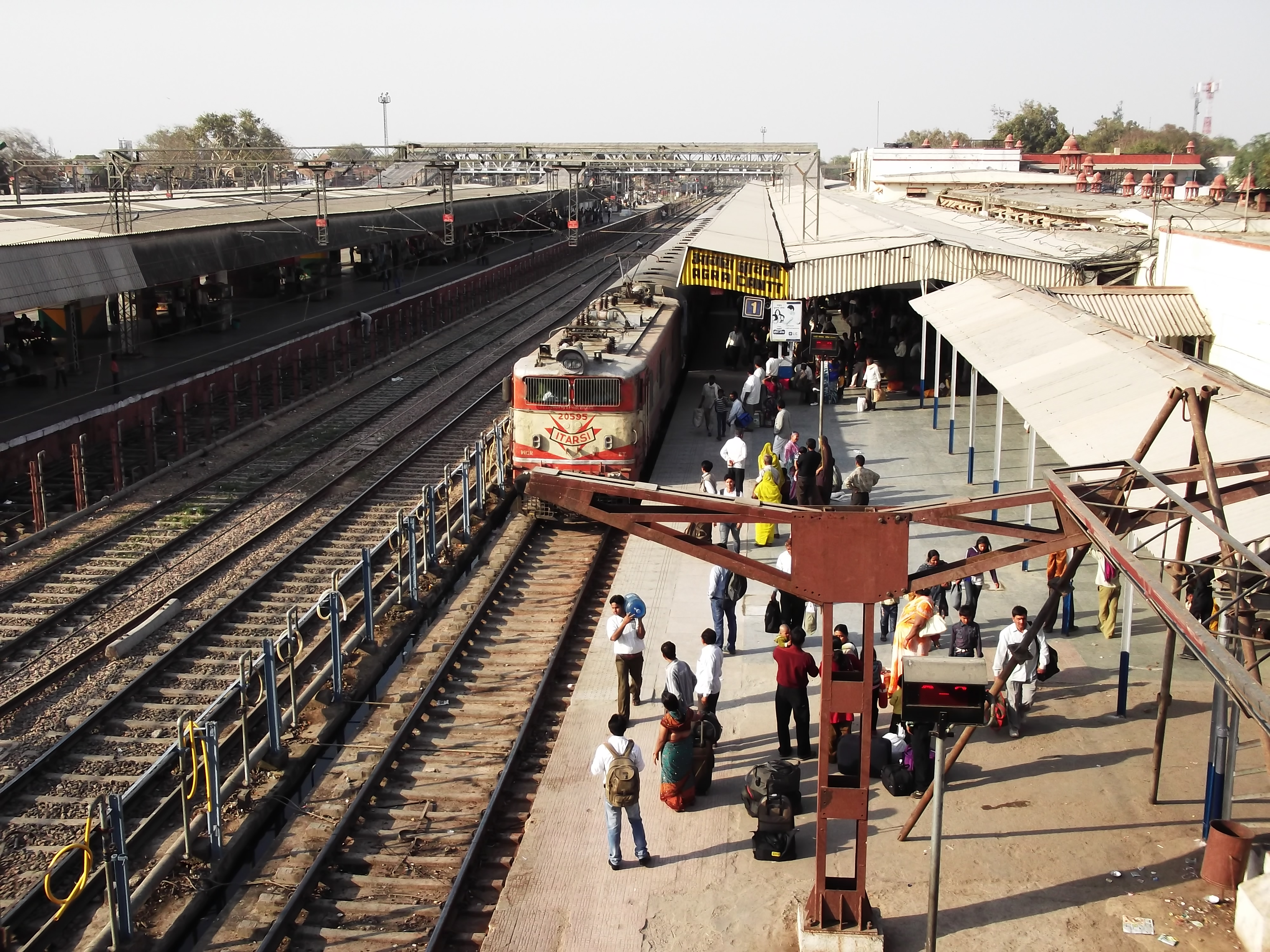
Stanice Agra Cantonment.

Železniční trať Kánpur–Dillí (anglicky Kanpur–Delhi section) se nachází v indickém státě Uttarpradéš. Spojuje obě uvedená města a dále Ágru, která se nachází přibližně v polovině cesty. Elektrizovaná dvoukolejná trať o rozchodu kolejí 1676 mm je dlouhá 435 km.
Administrativně je součástí North Central Railway. Je to jedna z páteřních tratí indické železniční sítě, z dálkového hlediska napojuje železniční v hlavním městě Dillí s železniční sítí v Uttarprádeši. Je součástí hlavního tahu Dillí–Háurá (Howrah). Na východě pokračuje železniční trať Mugalsaráj–Kánpur.
Trať patří k jedním z nejvytíženějších v Indii, řada místních stanic má velmi vysoký obrat cestujících. Traťová rychlost zde činí 160 km/h. Jsou tudy směřovány hlavní dálkové vlaky, které spojují milionová indická města. Výhledově má být přestavěna nebo doplněna vysokorychlostní tratí.

## Trasa
Trať vede ze stanice Kanpur Central směrem na západ. Přes města Etawah, Shikohabad a Firozabad vede po levém břehu řeky Jamuny do Ágry. Před samotným středem města trať překonává samotnou řeku. Poté pokračuje po pravém břehu řeky Jamuny přes město Mathura až k městu Vrindávan a dále na sever do Dillí přibližně ve směru silnice NH 44. Trať je vedena v nížinné krajně, nenacházejí se na ní žádné tunely a jen velmi malé množství oblouků.

## Historie
O výstavbě železniční trati jihovýchodním směrem z indického města Dillí bylo rozhodnuto v polovině 19. století. Trať byla budována o několik málo let později než úsek do Mugalsaráje; dokončena byla v roce 1866. Investorem byla Východoindická železniční společnost (anglicky East Indian Railway Company); záměr spojit Dillí a Kalkatu právě tímto směrem nakonec porazil řadu dalších alternativních návrhů.
Některé úseky byly zbudovány s pouhým metrovým rozchodem kolejí. Tyto části byly postupně modernizovány a nahrazeny standardním indickým rozchodem. Část trati u Dillí byla přeložena v letech 1927 a 1928 kvůli výstavbě Nového Dillí (konkrétně lokality Connaught Place). 
Elektrizace trati byla realizována po částech. První úsek byl dokončen v závěru 60. let 20. století (Kanpur–Panki). Posledním elektrizovaným úsekem byl železniční most přes řeku Jamunu v Ágře, který byl dokončen roku 1991. 

## Stanice
- Kanpur Central
- Kanpur Anwarganj Terminal
- Govindpuri Terminal
- Panki Dham railway station
- Rura
- Phaphund
- Bharthana
- Etawah Junction
- Jaswantnagar
- Sikohabad Junction
- Firozabad
- Tundla Junction
- Hathras Junction
- Aligarh Junction
- Khurja Junction
- Mathura Junction
- Vrindavan
- Mathura Cantt
- Agra Fort
- Idgah Agra Junction
- Agra City
- Agra Cantonment
- Palwal
- Faridabad
- Delhi Tughalkabad
- Dadri
- Ghaziabad Junction
- Sahibabad Junction
- Delhi Shahdara Junction
- Anand Vihar Terminal
- Hazrat Nizamuddin Terminal
- Tilak Bridge
- New Delhi
- Delhi Junction
- Delhi Sarai Rohilla Terminal
- Delhi Cantonment